# 파울리 배타 원리
파울리 배타 원리(영어: Pauli exclusion principle, 문화어: 파울리의 금지원리)는 1924년 볼프강 파울리가 제창한 양자 역학적 원리다.

## 내용
이 원리에 따르면, 하나의 양자 상태에 두 개의 동일한 페르미온은 있을 수 없다. 즉, 두 개의 동일한 페르미온의 전체 파동 함수는 페르미 입자의 바뀜에 대해 반대칭이다.
이를 원자 안의 전자에 적용하면 두 전자가 같은 양자수를 가질 수 없다. 하나의 전자에 대해 n, l, ml이 같다면, ms는 반드시 반대의 스핀을 가져야 한다.

## 같이 보기
- 페르미-디랙 통계